# Gūbriai
Gūbriai (pol. Gubry)  – wieś na Litwie, w zachodniej części kraju, w okręgu tauroskim, w rejonie szyłelskim.
Według danych ze spisu powszechnego w 2001 roku we wsi mieszkało 97 osób. Według danych z 2011 roku wieś była zamieszkiwana przez 80 osób – 39 kobiet i 41 mężczyzn.